# Sumatra-Kobra
Die Sumatra-Kobra (Naja sumatrana), auch als Äquatoriale Speikobra bezeichnet, ist eine Giftschlange aus der Gattung der Echten Kobras (Naja).

## Merkmale
Die Sumatra-Kobra erreicht eine maximale Länge von 150 cm, im Allgemeinen sind jedoch Exemplare von 100 bis 120 cm bekannt. 
Hinter dem Scheitelbein befinden sich keine großen Schilde. Es gibt ein Voraugenschild, drei Hinteraugenschilde, acht Unterlippenschilde und sieben Oberlippenschilde. Davon berühren das dritte und vierte die Augen. In der Körpermitte befinden sich 15 bis 25 Rückenschildreihen. Die Rückenschuppen sind glatt. Die Anzahl der Bauchschilde beträgt 162 bis 206. Das Analschild ist vollständig. Es gibt 40 bis 55 Subcaudalschuppen, davon sind die vorderen vollständig und die hinteren geteilt. Die Grundfärbung ist gelb bis gelblichgrün. Auf Borneo kommen auch schwarze Exemplare vor. Die Oberseite des Kopfes ist bräunlichgelb oder oliv. Die Lippen und der Hals sind gelblich. Die Haube ist nicht gemustert. Die Augen sind dunkel und die Zunge rosa. Die Bauchseite ist gewöhnlich leuchtend gelb, hellgelb oder schwarz. Gelegentlich findet man Exemplare mit unregelmäßig geformten bräunlichen Flecken an der Unterseite der Haube. Juvenile Schlangen haben manchmal helle Querlinien. Das Gelege dieser Art kann aus bis zu 23 Eiern bestehen.

## Verbreitungsgebiet
Das Verbreitungsgebiet der Sumatra-Kobra erstreckt sich von der Malaien-Halbinsel, Borneo, Sumatra und die umliegenden Inseln bis nach Palawan und die Philippinen.

## Lebensraum
Die Sumatra-Kobra ist vom Tiefland und hügeligen Regionen bis in Höhenlagen von mindestens 1500 m anzutreffen. Sie bewohnt die Ränder der tropischen Feucht- und Trockenwälder, insbesondere entlang von Lichtungen sowie tropische und subtropischen Bergwälder, Sümpfe und Marschland, Plantagen, landwirtschaftlich genutzte Flächen, Reisterrassen, Gärten und urbane Gegenden. Sie hält sich häufig an feuchten Plätzen mit dichter Vegetation in der Umgebung von Gewässern auf. 

## Lebensweise
Die Sumatra-Kobra ist ein Bodenbewohner, ist aber auch in Gewässern anzutreffen. Sie ist hauptsächlich nachtaktiv. Tagsüber nutzt sie Erdhöhlen in angemessener Größe als Ruheplatz und geht nach Einbruch der Dunkelheit auf die Jagd nach Säugetieren, insbesondere Ratten, Amphibien, Echsen, Vögeln und anderen Schlangen. Diese Art ist nicht aggressiv. Da die Schlangen aber häufig in menschlichen Behausungen anzutreffen sind, kommt es immer wieder zu tödlichen Bissen. Wenn die Sumatra-Kobra bedroht wird, richtet sie ihre Haube nach oben und speit ihr sehr starkes Gift sehr treffsicher in die Augen des Angreifers.